# Centro Dino Ferrari
Il Centro Dino Ferrari è un centro medico per la ricerca, la diagnosi e la terapia delle malattie neuromuscolari, neurodegenerative e cerebrovascolari dell'Università degli Studi di Milano.
Ha sede presso l'IRCCS (Istituto di ricovero e cura a carattere scientifico) Fondazione Ca' Granda - Ospedale Maggiore Policlinico di Milano.

## Storia

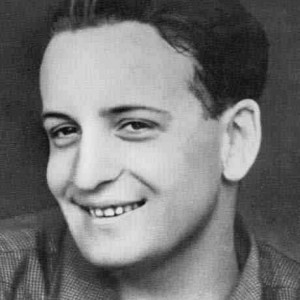
Dino Ferrari

Il centro è stato fondato nel 1981 dal Prof. Guglielmo Scarlato, allora Direttore dell'Istituto di Clinica Neurologica dell’Università degli Studi di Milano presso l'Ospedale Maggiore Policlinico e da Enzo Ferrari, che ha voluto fosse intitolato alla memoria del figlio Dino, morto di distrofia muscolare di Duchenne a soli 24 anni. È stato fondato presso l'Istituto di clinica neurologica, già internazionalmente noto per l'attività di ricerca e diagnostica nel campo delle malattie muscolari e neurodegenerative.
Sempre nel 1984 Enzo Ferrari fondò anche l'Associazione Amici del Centro "Dino Ferrari", che ha sostenuto e promosso lo sviluppo delle attività scientifiche del “Centro". L'attività dell'associazione riguarda la ricerca di sovvenzioni e la promozione di iniziative benefiche, alle quali si sono prestati gratuitamente la madrina dell'associazione Ornella Vanoni, e, tra gli altri, Luciano Pavarotti, Lou Rawls, Julio Iglesias, Lucio Dalla, Mario Lavezzi, Peppino di Capri, Simona Ventura, Fabrizio Frizzi, Teo Teocoli, Massimo Boldi. Nel 1989 Piero Ferrari è divenuto presidente onorario. Presidente dell'associazione è Marialuisa Gavazzeni Trussardi, che ha sostituito Angelo Moratti.
Attuale coordinatore scientifico del Centro è il prof. Giacomo Pietro Comi.

## Attività
Il centro è specializzato nella cura e nella ricerca scientifica su distrofie muscolari, malattia di Parkinson, malattia di Alzheimer, sclerosi laterale amiotrofica (SLA), sclerosi multipla. Sono attivati laboratori di biochimica e genetica, neuroimmunologia, istopatologia, cellule staminali e di neurobiologia.
Le attività del centro si svolgono mediante:
- acquisizione di apparecchiature finalizzate alla diagnostica e alla ricerca;
- formazione post-universitaria di giovani ricercatori e istituzione di borse di studio
- collaborazione con qualificati istituti scientifici europei e mondiali.